# 汉州街道
汉州街道，原为新丰镇，是中华人民共和国四川省德阳市广汉市下辖的一个乡镇级行政单位。2019年12月，撤镇设街道。2021年5月，将新丰街道更名为汉州街道。将雒城街道奎楼社区所属行政区域划归汉州街道管辖。将汉州街道(原新丰街道)高店社区所属行政区域划归三水镇管辖，将汉州街道(原新丰街道)金华社区、和平社区成都大道中心线以西所属行政区域划归雒城街道管辖。

## 行政区划
汉州街道下辖以下地区：
场镇社区、高店社区、花园社区、独木村、西城村、古城村、双槐村、卡房村、同善村、龙居村、广东村、连江村、三河村、四合村、顺河村、跃龙村、大塘村、马牧村、和平村、金华村、京皇村、花园村、万胜村、新河村、灵泉村和狮象村。